# Президенти-Венсеслау
Президенти-Венсеслау (порт. Presidente Venceslau)  —  муниципалитет в Бразилии, входит в штат Сан-Паулу. Составная часть мезорегиона Президенти-Пруденти. Входит в экономико-статистический  микрорегион Президенти-Пруденти. Население составляет 38 254 человека на 2006 год. Занимает площадь 755,010 км². Плотность населения — 50,7 чел./км².

## История
Город основан 8 марта 1921 года.

## Статистика
- Валовой внутренний продукт на 2003 составляет 180.754.134,00 реалов (данные: Бразильский институт географии и статистики).
- Валовой внутренний продукт на душу населения на 2003 составляет 4.777,05 реалов (данные: Бразильский институт географии и статистики).
- Индекс развития человеческого потенциала на 2000 составляет 0,818 (данные: Программа развития ООН).